# جسیکا شپرد
جسیکا شپرد (انگلیسی: Jessica Shepard؛ زادهٔ ۱۱ سپتامبر ۱۹۹۶) بازیکن بسکتبال اهل ایالات متحده آمریکا است.